# Pere Cané i Barceló
Pere Cané i Barceló (Sant Martí de Provençals, 1 d'octubre de 1896 – Ciutat de Mèxic, 13 de novembre de 1973), també conegut com El Noi, va ser un obrer del ram del vidre i dirigent sindical de la Confederació Nacional del Treball. Entrà de ben jove en la lluita obrera de la mà de Joan Peiró, i va ocupar ben aviat càrrecs al sindicat. Més endavant va signar el Manifest dels Trenta, va participar en els fets d'octubre de 1934 i durant la guerra civil va ser el darrer alcalde de Badalona del període entre 1938 i 1939.

## Joventut
Va néixer l'1 d'octubre de 1896 al barri del Poblenou, però la infància i joventut la va passar a Badalona. Des de ben jove va ser un actiu lluitador del moviment obrer badaloní, d'ençà que va començar a treballar com a aprenent a la fàbrica de vidre Costa i Florit, on va mantenir una estreta relació amb el seu mestre d'ofici Joan Peiró, principal dirigent obrer del ram del vidre. Captivat per la personalitat de Peiró, en va ser deixeble i col·laborador. Ben aviat va ocupar responsabilitats sindicals, sempre a la Confederació Nacional del Treball. Va ser secretari de la Societat d'Obrers Vidriers i diverses vegades membre del Consell de la Federació Local, a més d'escriure diverses vegades al quinzenari La Colmena Obrera, òrgan de la federació, des de la seva edició el 1916.
El 1919 va marxar a Sevilla enviat per la Societat d'Obrers Vidriers per organitzar i potencia l'organització sindical de la ciutat. El desembre del mateix any va ser detingut i acusat de col·laborar en la col·locació d'una bomba a la fàbrica tèxtil La María. Va ser jutjat amb altres acusats com José Vicente Calero, Dolores Carmona, Eulalia Ordóñez o Carmen Fuentes, però finalment va ser absolut el 18 de gener de 1922. Acusat novament d'haver posat una bomba, aquesta vegada al domicili de José J. Lisen i d'haver-ne estat el cap, seguit de l'esmentat Calero, Luis Acedo i Joaquín Díaz Arias, va ser absolut de nou. De fet, se'l considerava cap d'un grup d'acció anomenat Los Charlots, format per diversos obrers locals.

## Retorn a Badalona
El 1923 residia a Villaviciosa, però retornà a Badalona abans de la dictadura de Primo de Rivera. Entre els anys 1926 i 1927 entrà a formar part del Comitè Nacional Revolucionari de la CNT i dels grups anarquistes clandestins en contra de la dictadura. El maig de 1929 ha de fugir a França per complicitat en el complot organitzat per Fermín Galán. No obstant torna aviat, però és empresonat per la vaga de la metal·lurgia de la fàbrica Metalgraf.
El 1930, després de constituir-se de nou la CNT, presideix el Sindicat del Vidre de Badalona i el 1931 assisteix al Congrés Confederal Extraordinari de Madrid en representació dels sindicats de la pell, la fusta, l'alimentació i les arts gràfiques, a més de representar a Santa Coloma de Gramenet. El gener del mateix any és detingut amb Andrés García i Pablo Fortea, per celebrar una reunió clandestina; alliberats poc després.
Entrada la Segona República exerceix de secretari de la Federació de la CNT de Badalona, enquadrat en el sector moderat fou signant del Manifest dels Trenta. Això no obstant, fou expulsat de la CNT el desembre per ser contrari als acords regionals; el 1932 patia un atemptat i l'agost de 1933 esdevenia un dels fundadors dels Sindicats d'Oposició; mentrestant també fou funcionari de l'Ajuntament de Badalona.
L'octubre de 1934 és detingut, juntament amb Francesc Caballé i Pallàs i Joan Moreot i Peras, com a membre d'Aliança Obrera i com a cap de l'aixecament revolucionari; empresonat fins al març de 1935, l'agost tornava a la presó per complir condemna, sis mesos en total, acusat de desarmar els guàrdies municipals durant els fets revolucionaris.

## Guerra civil
Durant la Guerra Civil fou secretari general de la Federació Nacional de la Indústria Vidriera i responsable de Sanitat i Assistència Social del Comitè de Salut Pública de Badalona. El 19 d'octubre de 1936, fruit de la renovació del consistori, era escollit regidor d'economia. Amb tot, quan Joan Peiró va ser nomenat ministre d'Indústria, aquest es va endur molts badalonins a treballar amb ell, entre els quals Cané, que va ocupar la subsecretaria d'Indústria, primer a Madrid i després traslladat a València, fins al maig de 1937. Finalment tornà a Badalona, on ocupà diversos càrrecs a l'Ajuntament; el 12 de maig de 1938 era nomenat alcalde de la localitat, però el gener de 1939 abandonà l'alcaldia i s'exilià a França, posteriorment a Mèxic.

## Exili
En la postguerra col·laborà amb els antifeixistes i recolzà tesis circumstancialistes. A Mèxic feu costat a la plataforma de García Oliver, sent-ne sotssecretari en el ministeri Leiva del Govern de la República a l'Exili. Als anys seixanta passà a formar part de l'Agrupació de Militants de Mèxic i avalà les tesis del cincpuntisme; després col·lobarà en el butlletí de la dita agrupació.
En el seu exili, la seva companya fou Ramona Díaz Miravelles. Cané morí dos mesos després de jubilar-se, el 13 de novembre de 1973 a Ciutat de Mèxic.